# Bobtail du Mékong
Le bobtail du Mékong (anciennement connu sous le nom de Thai Bobtail ) est une race de chat. Nommée à l'origine d'après la Thaïlande, pays d'origine de ses géniteurs, la race porte désormais le nom du fleuve Mékong. Cette race est naturellement distribuée dans certaines parties de l'Asie et a été développée en tant que race en Russie, et a été reconnue par la World Cat Federation (WCF) en 2004. Ils ont une espérance de vie de 15 à 18 ans.

## Histoire
Au XIXe siècle, les bobtails du Mékong faisaient partie des chats royaux offerts à l'empereur russe Nicolas II par Somdetch Phra Paramindr Maha Chulalongkorn, roi du Siam . La majorité des 200 chats royaux offerts par Chulalongkorn avaient des queues tordues ressemblant à celles du bobtail du Mékong moderne . D'autres chats bobtail d'Asie du Sud-Est ont également été importés en Russie ,. On considère que la race a été élevée principalement dans ce pays, qui a permis son essor , et y a été développée expérimentalement. Les bobtails du Mékong ont grandi entourés d'autres bobtails et peut-être aussi de siamois.
Avec la révolution communiste, les bobtails tombent dans l'oubli mais, dans les années 1980 la race est sortie de l'ombre et, en décembre 1994, un standard de race a été établi par la russe Olga Mironova[réf. souhaitée].
Ce chat fut présenté pour la première fois dans une exposition féline internationale en novembre 2003, lors du « Grand Prix Royal Canin » tenu à Moscou. La race a été reconnue par la World Cat Federation en août 2004, et à cette époque son nom a été changé de "Thai Bobtail" à "Mekong Bobtail",.

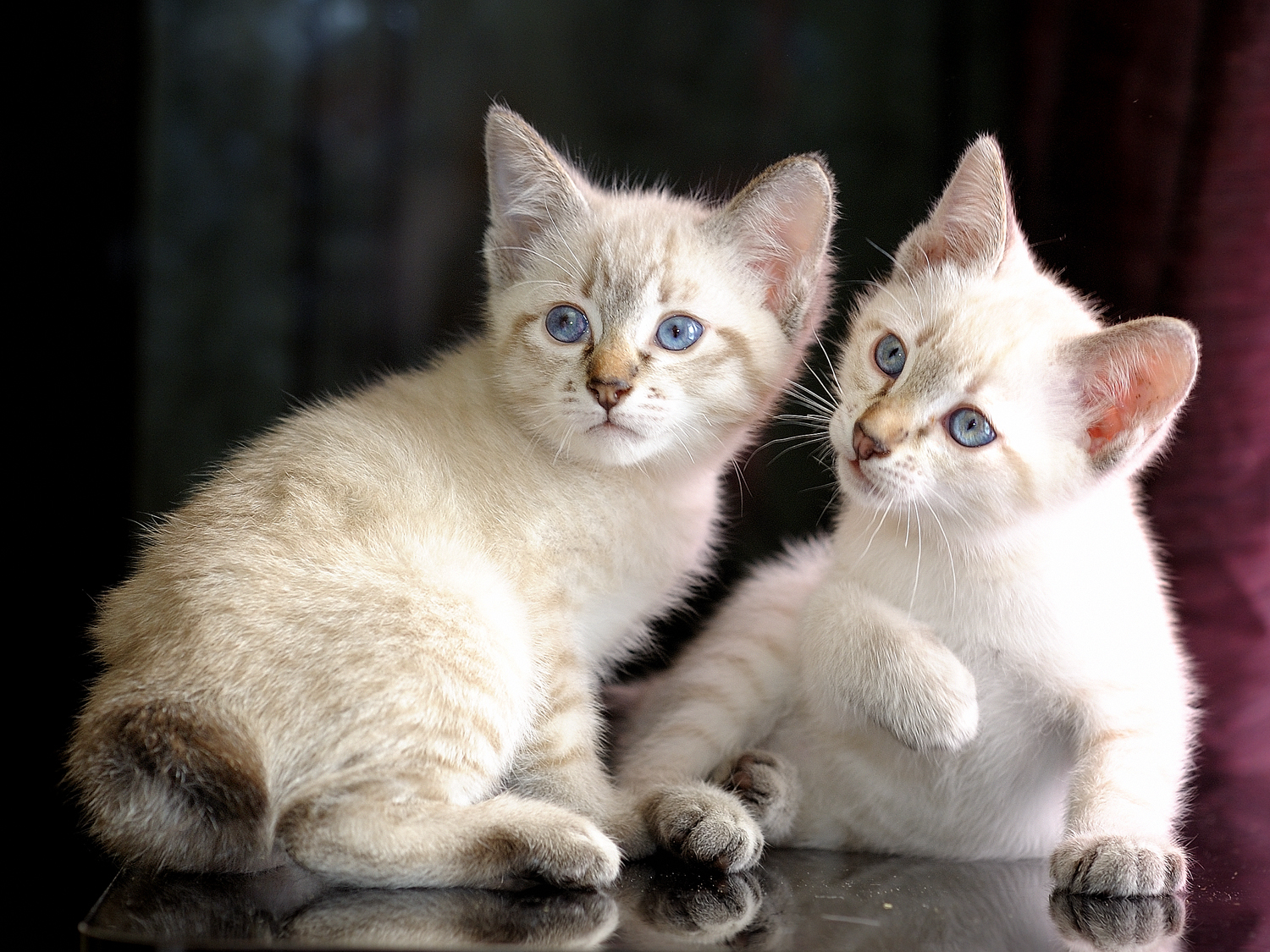
Chatons de la race bobtail du Mékong.

Le bobtail du Mékong demeure aujourd'hui une race rare et méconnue, élevée surtout dans les pays d'Europe de l'Est.

## Standard

### Corps
Son corps est de forme rectangulaire, le bobtail a une taille moyenne et musclé, mais il est svelte et élégant. Son dos est presque droit, sa croupe est minimale et plus élevée que les épaules. Ses pattes arrière sont légèrement plus longues que ses pattes avant, et il a des pieds ovales. Sa fourrure, d'une texture soyeuse, est courte et lustrée, ses poils sont bien lisses et aplatis sur le corps. Il possède une robe de type colourpoint : claire sur le corps et plus foncée au niveau de la queue, des oreilles, du visage et des pattes. Toutes les couleurs admises pour ce motif sont acceptées par le standard de la race.
Sa queue recourbée et enroulée caractéristique contient au moins trois vertèbres, mais est plus courte que le quart de la longueur du corps,.

### Tête

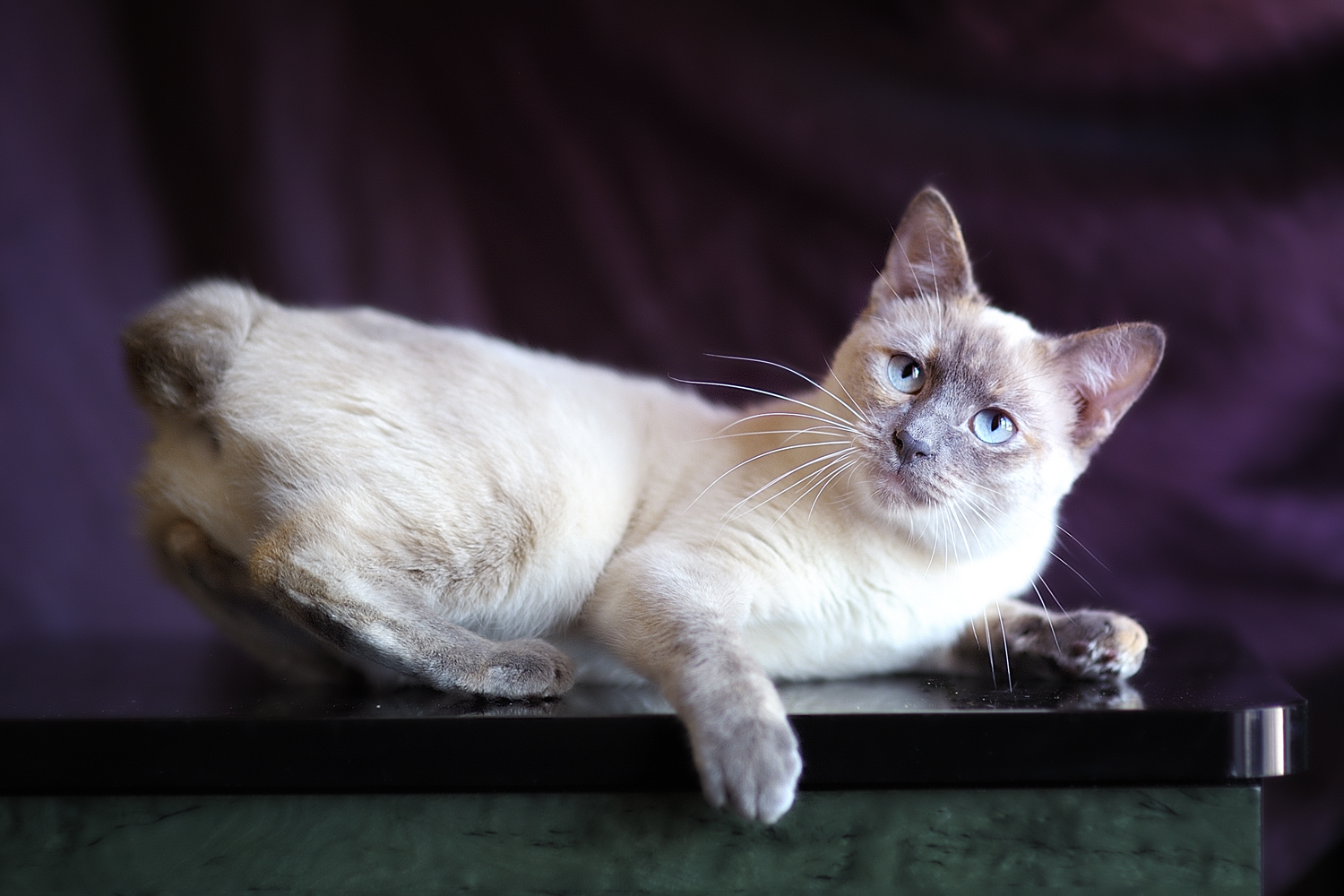
Bobtail du Mékong de face.

La tête du bobtail du Mékong a des contours adoucis. Le sommet de sa tête est légèrement plat, son profil est courbé avec une indentation légère au-dessous du niveau des yeux. Cette race présente un nez romain, un menton ferme et un museau prononcé, fin et ovale.
Ses oreilles sont grandes, larges à la base, avec des extrémités légèrement arrondies. L'ouverture est légèrement orientée vers les côtés. Ses yeux de couleur « bleu intense » sont grands et ovales.

### Caractère
Le bobtail du Mékong apprécie la compagnie des humains et des autres animaux : c'est un chat affectueux, de nature sociable, qui a besoin de beaucoup d'attention. Il est très loyal à son maître et recherche constamment sa compagnie; il supporte très mal la solitude.
C'est un chat intelligent, curieux, joueur, vif d'esprit qui s’adapte facilement à un nouvel environnement et aux voyages dans divers transports. Il est très énergique et reste très actif la journée ; il a besoin d’une activité régulière car c'est, tout comme le siamois, un chat très expressif qui peut miauler excessivement quand il s'ennuie.

## Élevage

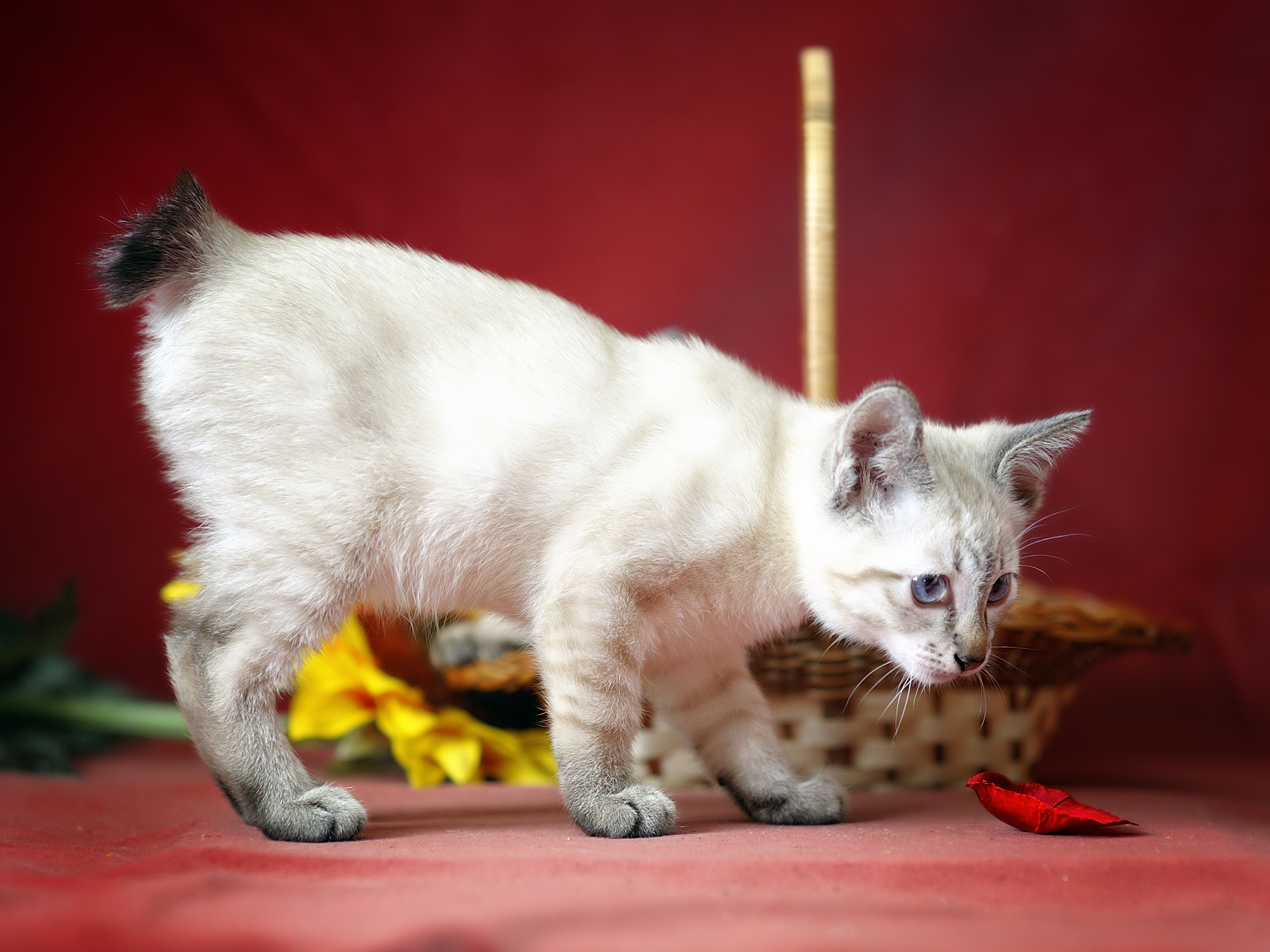
Chaton bobtail du Mékong.

### Acquisition
Le bobtail du Mékong coûte entre 700 à 800 euros mais se trouve difficilement en Europe de l'Ouest : il faut généralement les importer. S'ajoutent donc au prix du chat les frais de transport, voire les douanes.

### Santé et entretien
Le bobtail du Mékong est une race de chats solide qui ne présente pas de prédisposition génétique connue à des maladies. Il peut toutefois être sujet à plusieurs infections communes à tous les chats comme la cystite idiopathique féline, une infection de la vessie courante chez les chats et qui peut avoir de graves conséquences si elle n’est pas traitée ; des problèmes oculaires divers, des problèmes gastro-intestinaux...
Le fait que le bobtail du Mékong ait une petite queue en forme de pompon peut également causer des problèmes de santé : les chats ont besoin de leur queue pour maintenir l’équilibre. Il faut aussi, comme pour n'importe quelle autre race, veiller à éviter tout embonpoint.

## En légende

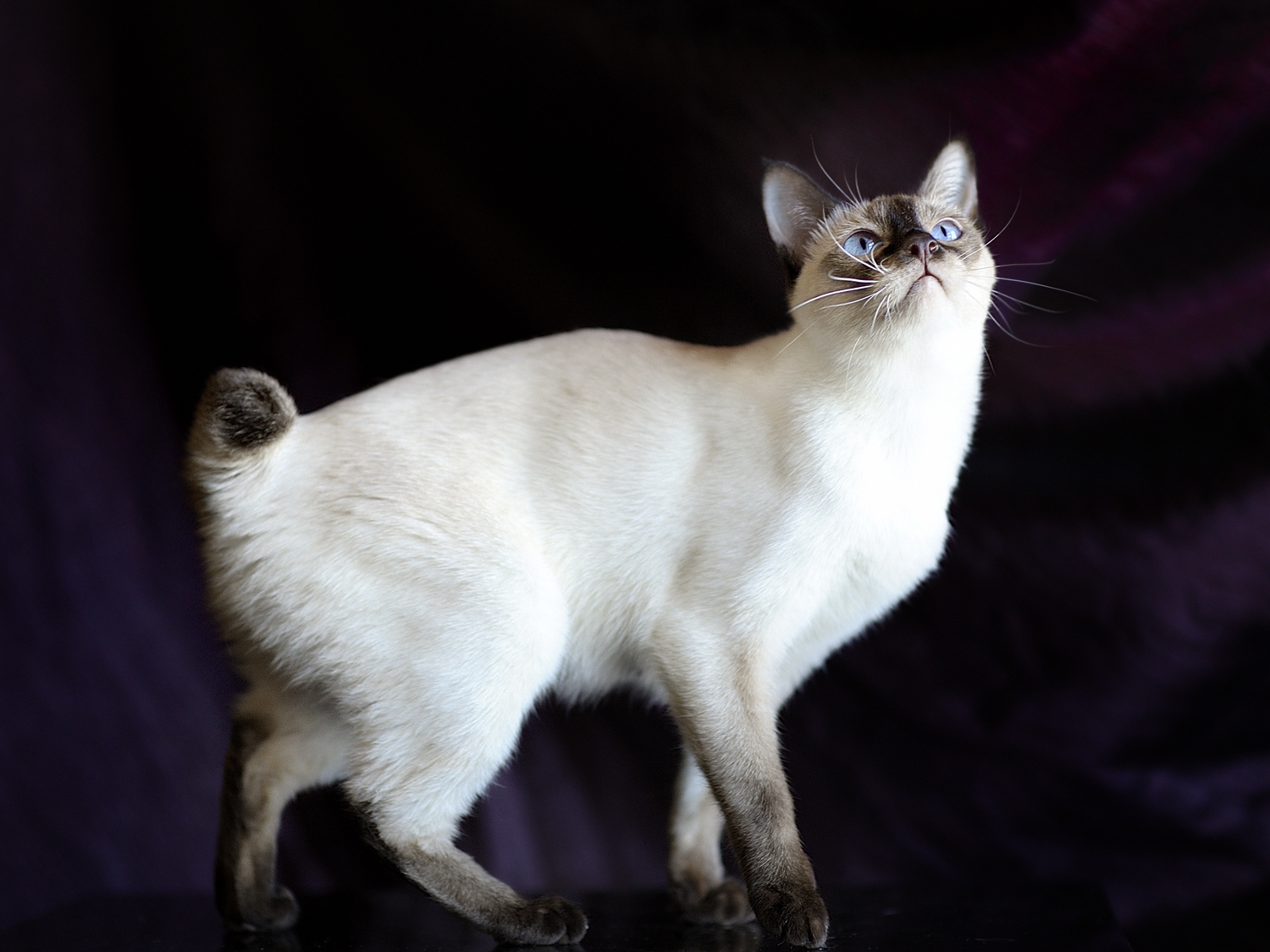
Bobtail du Mékong chocolat

Les ancêtres du bobtail du Mékong étaient considérés comme des chats royaux au Siam. Ils étaient également considérés comme les gardiens des temples : Le mythe raconte que le courage de ce chat aurait poussé les rois du Siam à l’utiliser comme garde pour la protection de la chambre du trésor contre d’éventuelles tentatives de vol.

## Réferences
1. ↑  « Cat Life Expectancy Mekong Bobtail », World Life Expectancy (consulté le 23 octobre 2019)
2. ↑  Corelli, « Mekong Bobtail: Royal Cats with a Noble Heart », CatsPro, 10 janvier 2018 (consulté le 23 octobre 2019)
3. 1 2 3  « Mekong Bobtail », PetGuide, 17 mai 2017 (consulté le 23 octobre 2019)
4. 1 2  « Mekong Bobtail Cat », Cat Owner Club (consulté le 24 octobre 2019)
5. 1 2  (en) The Cat Encyclopedia: The Definitive Visual Guide, Penguin, 2014 (ISBN 9781465434432, lire en ligne)
6. 1 2 3 4  « Bobtail du Mékong : caractéristiques, caractère, santé, prix... », sur Chatsdumonde.com (consulté le 6 mai 2023)
7. ↑  « Mekong Bobtail », Top Cat (consulté le 23 octobre 2019)
8. 1 2 3  « Mekong Bobtail » [archive du 14 septembre 2019], World Cat Federation (consulté le 1er novembre 2019)
9. 1 2 3  « Mekong Bobtail : caractéristiques, prix, alimentation et santé de cette race de chat », sur animoscope.com (consulté le 7 mai 2023)